# Immergrüne Schleifenblume
Die Immergrüne Schleifenblume (Iberis sempervirens) ist eine Pflanzenart aus der Gattung Schleifenblumen (Iberis) innerhalb Familie der Kreuzblütengewächse (Brassicaceae). Das natürliche Verbreitungsgebiet liegt in Europa. Sie wird wegen der dekorativen Blüten häufig als Zierpflanze verwendet.

## Beschreibung

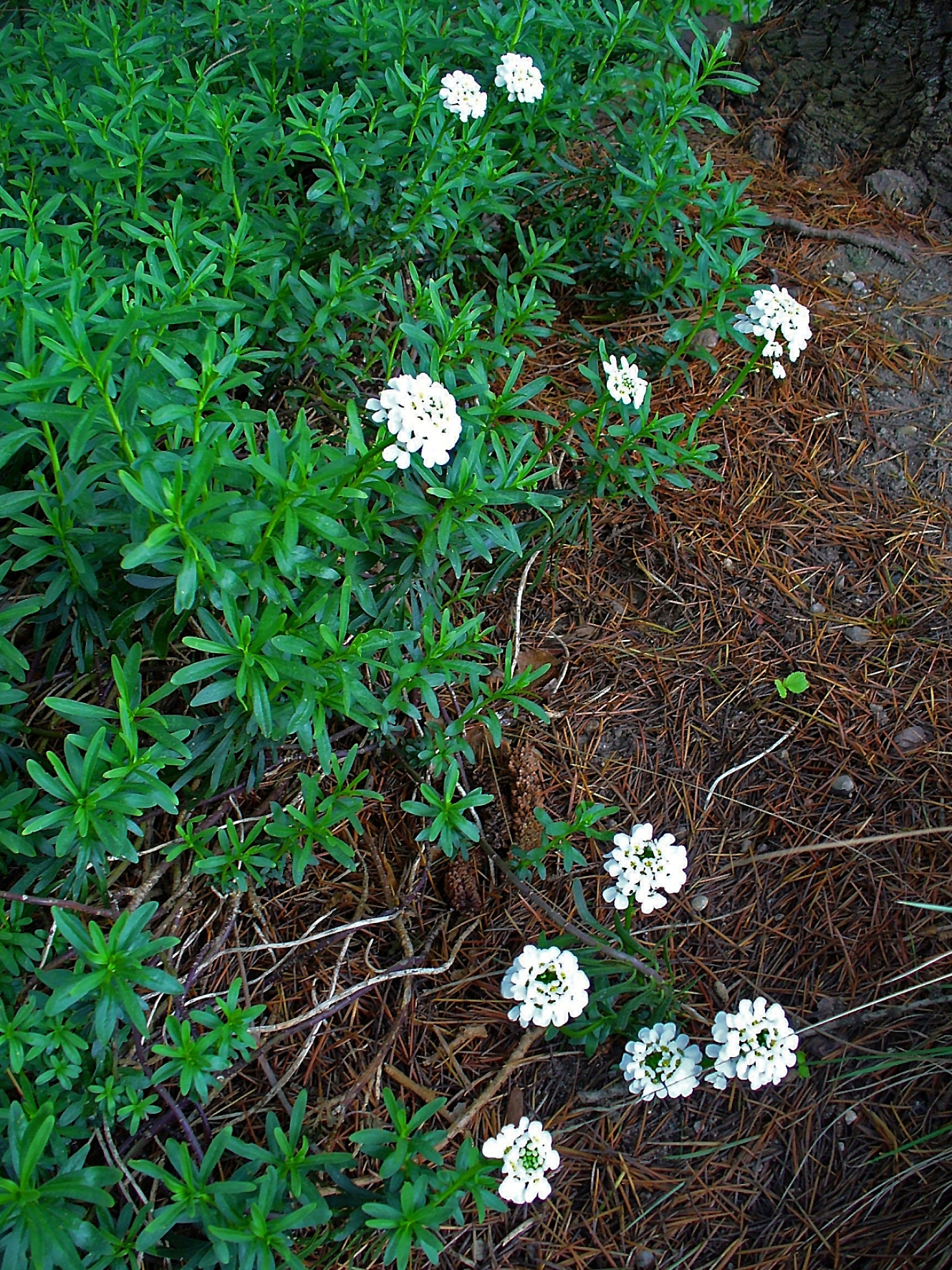
Habitus

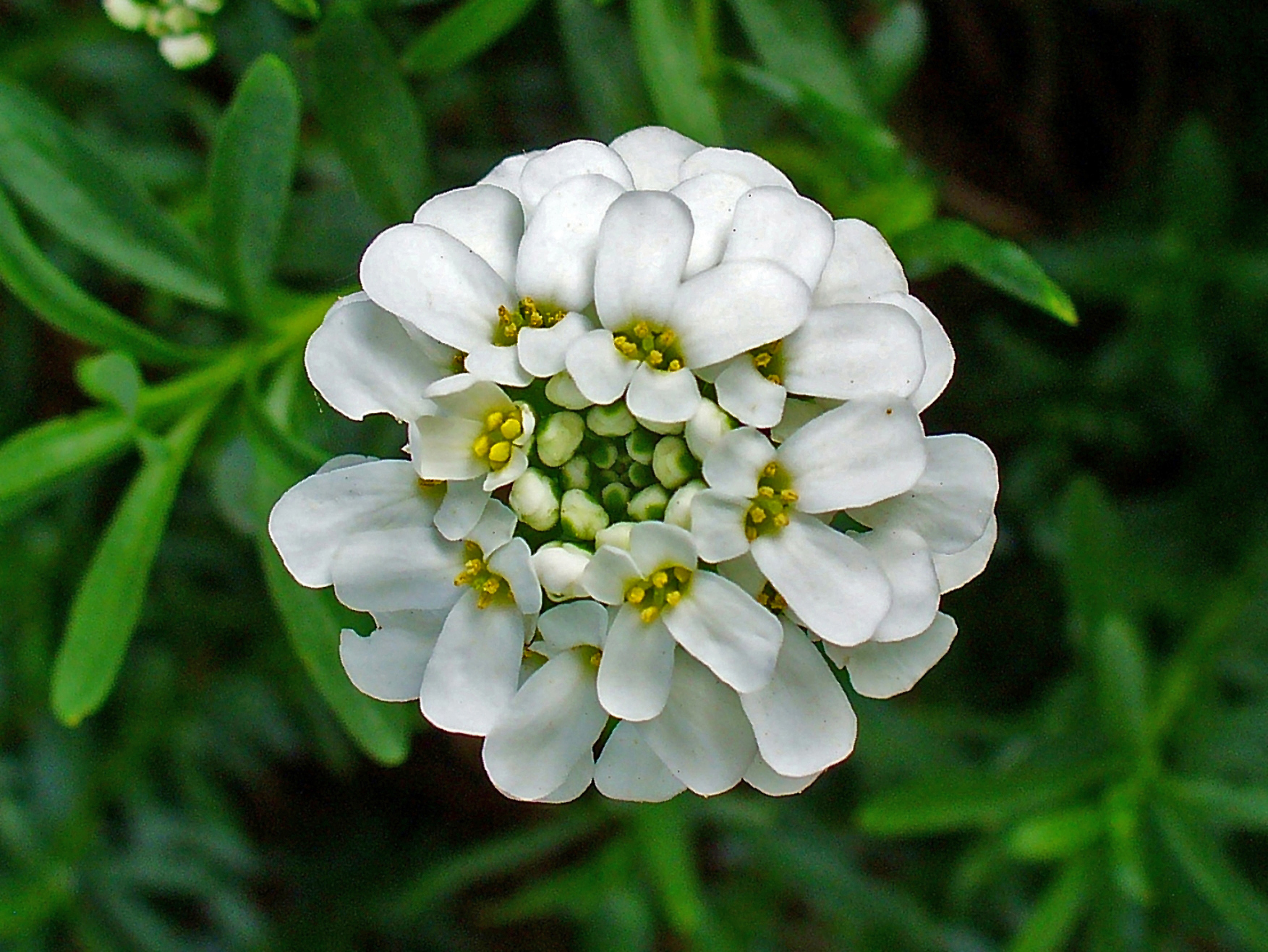
Schirmtraubiger Blütenstand von oben

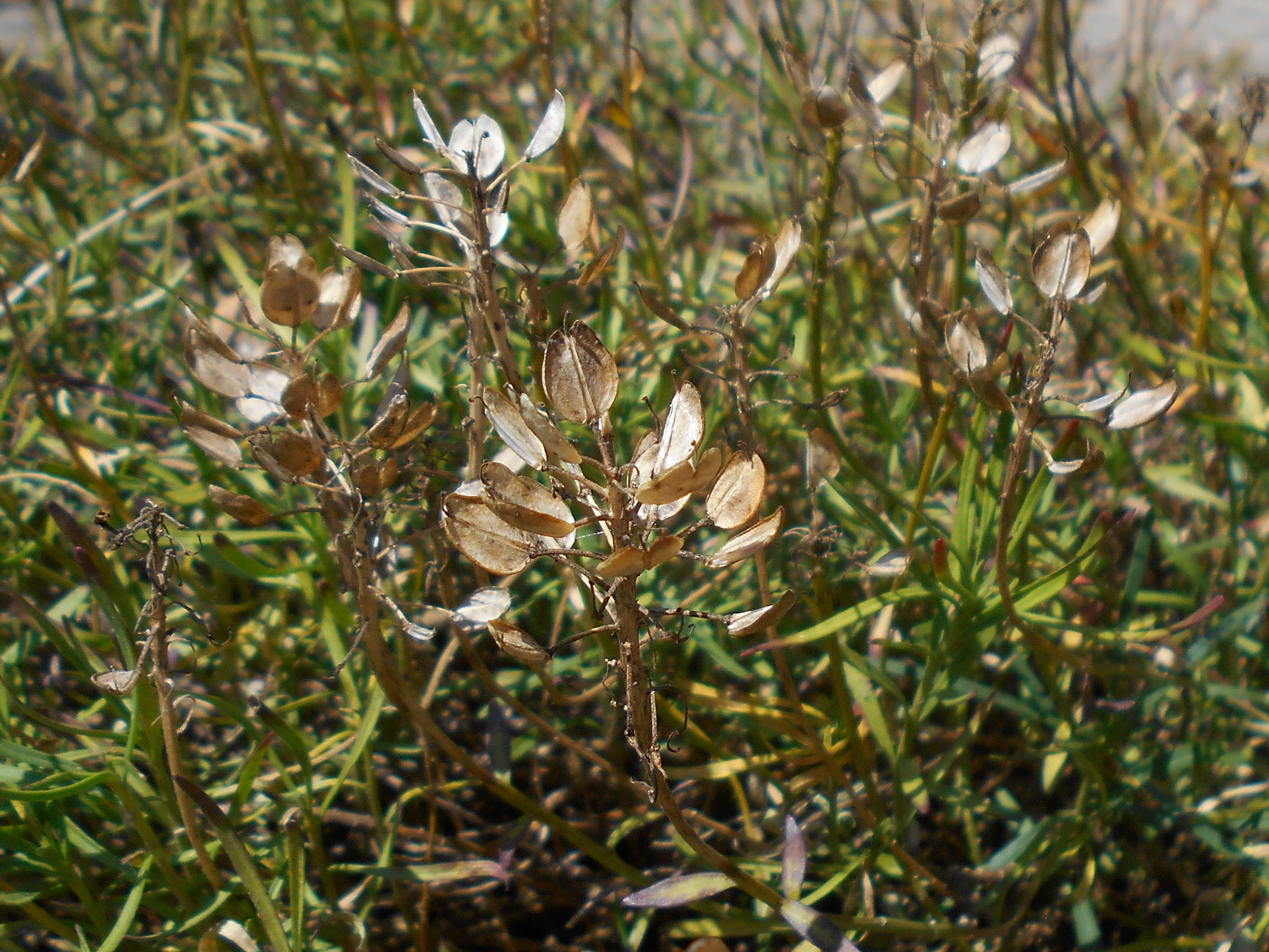
Fruchtstand

### Vegetative Merkmale
Die Immergrüne Schleifenblume ist ein immergrüner, ausgebreiteter Halbstrauch, der Wuchshöhen von bis zu 30 Zentimetern erreicht.
Die wechselständig angeordneten Laubblätter sind sitzend. Die einfache, ledrige, ganzrandige Blattspreite ist bei einer Länge von 1 bis 3, selten bis zu 5 Zentimetern sowie einer Breite von 2 bis 5 Millimetern schmal-verkehrt-eilanzettlich mit stumpfem bis rundspitzigem oberen Ende, keilförmiger Spreitenbasis und kahl.

### Generative Merkmale
Die Blütezeit liegt im Mai. Der in seitenständige, 3 bis 4 Zentimeter breite Schirmtraubige Blütenstand enthält viele Blüten und verlängert sich zur Fruchtreife zu einem traubigen Fruchtstand.
Die relativ kleine, zwittrige Blüte ist vierzählig mit doppelter Blütenhülle. Die vier Kelchblätter sind bei einer Länge von  2 bis 4 Millimetern länglich oder eiförmig. Die vier Kronblätter sind weiß und färben sich beim Verblühen leicht rosafarben. Das adaxiale Paar ist 3 bis 6 Millimeter lang und 1 bis 3 Millimeter breit, das abaxiale 5 bis 13  Millimeter lang und 2 bis 7 Millimeter breit. Die sechst Staubblätter sind tetradynamisch, zwei äußere sind kleiner. Der Fruchtknoten mit kurzem Griffel ist oberständig mit kopfiger Narbe. Es sind vier Nektarien vorhanden.
Die flachen, zweisamigen und geflügelten Schötchen mit beständigem Griffel sind rundlich bis breit-eiförmig, 6 bis 8 Millimeter lang und 5 bis 6 Millimeter breit. Die flachen Samen sind schmal geflügelt und bis 3 Millimeter lang.
Die Chromosomenzahl beträgt 2n = 22.

## Vorkommen
Das natürliche Verbreitungsgebiet liegt in Europa in Spanien, Frankreich, Italien und auf der Balkanhalbinsel; in Afrika in Marokko und Algerien und in Asien in Syrien und der Türkei. Auf den Britischen Inseln, in Rumänien aber auch in Nord- und Südamerika wurde die Art eingebürgert.
Die Immergrüne Schleifenblume wächst in Steppen und Trockenwäldern auf mäßig trockenen bis frischen, schwach sauren bis alkalischen, sandig-lehmigen bis lehmigen, nährstoffreichen Böden an sonnigen bis lichtschattigen Standorten. Die Immergrüne Schleifenblume ist wärmeliebend und frosthart. Das Verbreitungsgebiet wird der Winterhärtezone 6a zugeordnet mit mittleren jährlichen Minimaltemperaturen von −23,3 bis −20,6 °C (−10 bis −5 °F).
Die ökologischen Zeigerwerte nach Landolt et al. 2010 sind in der Schweiz: Feuchtezahl F = 1+ (trocken), Lichtzahl L = 4 (hell), Reaktionszahl R = 4 (neutral bis basisch), Temperaturzahl T = 3 (montan), Nährstoffzahl N = 3 (mäßig nährstoffarm bis mäßig nährstoffreich), Kontinentalitätszahl K = 4 (subkontinental).

## Taxonomie
Die Erstbeschreibung von Iberis sempervirens erfolgte 1753 durch Carl von Linné in Species Plantarum, Tomus II, S. 648–649. Das Artepitheton sempervirens stammt aus dem Lateinischen und bedeutet „immer grünend“. Synonyme für Iberis sempervirens sind Aethionema longistylum Post, Biauricula sempervirens (L.) Bubani, Iberis garrexiana All., Iberis serrulata Vis.

## Verwendung
Die Immergrüne Schleifenblume wird sehr häufig aufgrund der dekorativen Blüten als Zierpflanze verwendet.

## Inhaltsstoffe
Die Immergrüne Schleifenblume enthält in den Samen das Senfölglycosid Ibervirin.